# Mes femmes américaines
Pour plus de détails, voir Fiche technique et Distribution.
Mes femmes américaines (titre italien : Una moglie americana) est un film italien réalisé par Gian Luigi Polidoro et sorti en 1965.

## Synopsis
Riccardo, un Italien marié travaille pour une usine de chaussures, part pour l'Amérique pour un voyage d'affaires de quatre jours. À New York, il rencontre son vieil ami Carlo possédant une grosse voiture américaine et une grande maison car il a épousé une riche femme américaine. Ricardo cherche à faire pareil et part à la recherche d'une riche femme américaine à épouser en toute hâte car il n'a que quatre jours à disposition. Il finit par rencontrer une fille, mais c'est l'échec et Riccardo doit retourner en Italie où l'attend sa femme et une vie banale.

## Fiche technique
- Titre : Mes femmes américaines
- Titre original :  Una moglie americana
- Réalisation : Gian Luigi Polidoro
- Sujet : Rodolfo Sonego
- Scénario : Rafael Azcona, Ennio Flaiano
- Producteur :	Alfonso Sansone, Enrico Chroscicki
- Maison de production :	Sancro Film (Rome), Les Films Borderie (Paris)
- Photographie :	Benito Frattari, Marcello Gatti
- Montage : Eraldo Da Roma
- Musique : Nino Oliviero
- Décors : Maurizio Chiari
- Costumes : Maurizio Chiari
- Durée : 114 min
- Rapport : 2,35 : 1
- Genre : Comédie
- Langue originale : Italien
- Pays de production :  Italie- France
- Année : 1965
- Affiche : Vanni Tealdi (France)

## Distribution
- Ugo Tognazzi : Riccardo Vanzi
- Marina Vlady : Nicole
- Rhonda Fleming : Nyta
- Juliet Prowse : Jenny
- Graziella Granata : hôtesse